# Acordos de delação premiada na Operação Lava Jato
Os acordos de delação premiada na Operação Lava Jato surgiram em 2014 com o ex-diretor da Petrobras Paulo Roberto Costa, seguido do doleiro Alberto Youssef. O ex-operador da doleira Nelma Kodama, Luccas Pace Júnior, teve a primeira delação homologada na operação, por não envolver pessoas com foro privilegiado. Em seguida foram homologadas as delações de Paulo Roberto Costa e posteriormente Youssef. Os acusados que assinaram o acordo de delação, colaboraram com os investigadores do Ministério Público Federal (MPF), Polícia Federal (PF) e Procuradoria-Geral da República (PGR), e posteriormente quando comprovados, tiveram as delações homologadas pela Justiça Federal do Paraná ou pelo Supremo Tribunal Federal (STF), a depender da condição do acusado.
Em 2015, a Operação Lava Jato ainda contou com outros delatores, os operadores Fernando Soares e Milton Pascowitch, o lobista Julio Faerman, a doleira Nelma Kodama, o executivo da UTC, Ricardo Pessoa, o ex-diretor da Petrobras, Nestor Cerveró, o ex-funcionário da doleira, o operador Shinko Nakandakari, o presidente da Camargo Corrêa, Dalton Avancini, o vice-presidente da Camargo Corrêa, Eduardo Hermelino Leite, entre outros.
No ano de 2016, Delcídio do Amaral, Maria Lúcia Tavares (ex-secretária da Odebrecht), João Santana e Zwi Skornicki, além de onze executivos da Andrade Gutierrez assinaram acordo de delação premiada, posteriormente homologados pela Justiça. Em 2017, setenta e oito executivos da Odebrecht (atual Novonor) fizeram acordo de delação em conjunto. Dentre os executivos que delataram estavam os ex-presidentes Marcelo Odebrecht e Emilio Odebrecht. Em 2018, o ex-ministro do Governo Lula Antonio Palocci fechou acordo de delação com a Polícia Federal. Ao final de 2019, o ex-governador do Rio, Sérgio Cabral, fechou acordo de delação com a PF, no âmbito da operação no Rio de Janeiro.
Segundo levantamento feito pelo jornal O Globo, a força-tarefa da operação conseguiu por meio de acordos com delatores da operação Lava Jato a devolução de 1,837 bilhão de reais aos cofres públicos desde o início da investigação em 2014.

## Delatores

### Paulo Roberto Costa

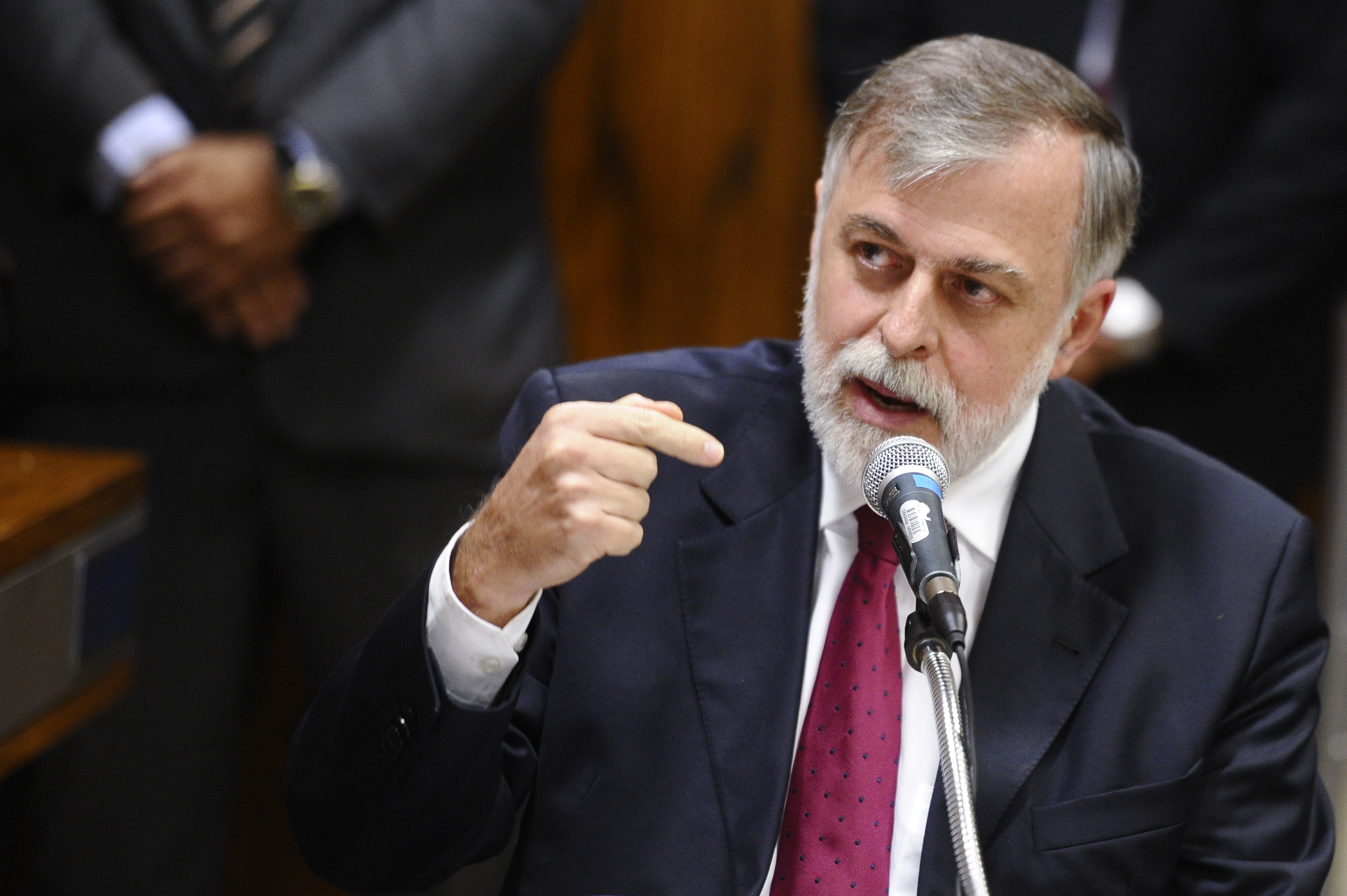
Paulo Roberto Costa na CPI da Petrobras em dezembro de 2014. Ex-diretor da Petrobras, Costa foi o primeiro a fechar acordo de delação premiada na Operação Lava Jato, e o segundo a ter a delação homologada.

O primeiro delator foi o ex-diretor da Petrobras, Paulo Roberto Costa, em 2014, embora não tenha sido a primeira delação homologada por ter citado pessoas com foro privilegiado, o que teria de ser apreciado pelo Supremo Tribunal Federal. Homologou-se a delação de Paulo Roberto Costa em 30 de setembro de 2014, obtendo o benefício de prisão domiciliar por ordem judicial.
Em sua delação, Paulo Roberto Costa disse que parte da propina recebida na sua diretoria foi repassada para o PP, PT e PMDB. Costa disse que foi indicado para o cargo pelo ex-deputado José Janene (PP-PR), em 2004, com a missão de montar um esquema de pagamento de propinas para políticos. Costa afirmou que a propina para os partidos era dividida na base de um por cento para um e dois por cento para outro – sobre valores superfaturados de contratos da Petrobrás com empreiteiras e fornecedores.

### Alberto Youssef
O doleiro Alberto Youssef assinou o acordo em setembro de 2014 e teve a delação homologada em dezembro de 2014.  A partir da colaboração de Paulo Roberto Costa e Alberto Youssef, a força-tarefa da Operação Lava Jato conseguiu obter informações dos políticos e das empreiteiras envolvidas no escândalo da Petrobras. As empresas envolvidas tinham contrato de 59 bilhões de reais com a estatal. Os executivos de algumas destas empresas foram presos na sétima fase da operação, em novembro de 2014.
Youssef revelou ainda, em sua delação premiada, que os ex-ministros José Dirceu e Antônio Palocci eram "as ligações" do lobista e operador de propina na Petrobras Julio Camargo com o PT.

### Luccas Pace Junior
Em setembro de 2014, Luccas Pace teve a delação homologada pela Justiça.  Foi o primeiro delator da Operação Lava Jato a ter a delação homologada pela Justiça. Em 13 de agosto de 2015, Em depoimento à CPI da Petrobras, o operador de câmbio Luccas Pace Júnior, que trabalhava para a doleira Nelma Kodama, afirmou que sente "alívio" por ter sido preso na Operação Lava Jato. Pace assinou acordo de delação premiada e responde em liberdade. Luccas Pace foi condenado pela Justiça Federal do Paraná. Ainda em depoimento na CPI, disse: "Para mim foi um alívio. No dia que eu fui preso, eu fiquei livre do mundo que me prendia", e relatou aos deputados maneiras usadas para burlar a fiscalização das autoridades financeiras. Segundo o delator, existem "brechas propositais" na legislação brasileira que trata do controle desse tipo de movimentação.

### Executivos da Toyo Setal
Em outubro de 2014, o consultor da Toyo Setal Julio Camargo e o executivo Augusto Mendonça Neto assinaram a delação premiada, e os depoimentos foram liberados em 3 de dezembro de 2014. Julio Camargo e Augusto Mendonça Neto afirmaram ter pago mais de 150 milhões de reais em propina. Camargo afirmou ter pago 40 milhões de dólares ao lobista Fernando Baiano para garantir que uma empresa sul-coreana fornecesse à Petrobras sondas de perfuração para serem usadas na África e no Golfo do México. Mendonça Neto relatou aos investigadores que, no período de 2008 e 2011, pagou entre 50 e 60 milhões de reais em propina ao ex-diretor de Serviços da Petrobras Renato Duque. Os valores teriam sido pagos em espécie no Brasil e por meio de contas bancárias na Suíça e no Uruguai. O delator disse ao Ministério Público que Renato Duque exigia que se lhe pagasse o suborno do "clube".
Augusto Mendonça, disse ainda, em depoimento à Polícia Federal que o pagamento de propina no esquema de corrupção envolvendo a Petrobras foi feito por meio de doações oficiais. Mendonça, que depôs na PF depois de fechar um acordo de delação com o MPF, disse ainda que o pagamento de propina cobrado pelo ex-diretor de Serviços da Petrobras Renato Duque era feito de outras duas formas, por meio de remessas ao exterior e parcelas em dinheiro vivo.

### Pedro Barusco
Ainda no final de 2014, a Operação Lava Jato ganhou outro delator, Pedro Barusco, ex-gerente de serviços da Petrobras. As revelações de Pedro Barusco provocaram a deflagração da Operação My Way. Os depoimentos de Barusco foram feitos entre novembro e dezembro de 2014 e tornados público em fevereiro de 2015.

### Gerson Almada
Em março de 2015, o ex-executivo da Engevix, Gerson Almada explicou como eram realizadas as reuniões para decidir qual empreiteira do cartel ganharia a licitação das obras na Petrobras. Almada era vice-presidente da Engevix e relatou como eram as reuniões do "clube das empreiteiras".  De acordo com Almada, boa parte das reuniões ocorriam na sede da empresa UTC. Em seus depoimentos de colaboração, admitiu repasses de 500 mil a 1 milhão de reais a José Dirceu, que após os relatos, a justiça autorizou mandado de quebra de sigilo da JD Consultoria, empresa de Dirceu.

### Nestor Cerveró

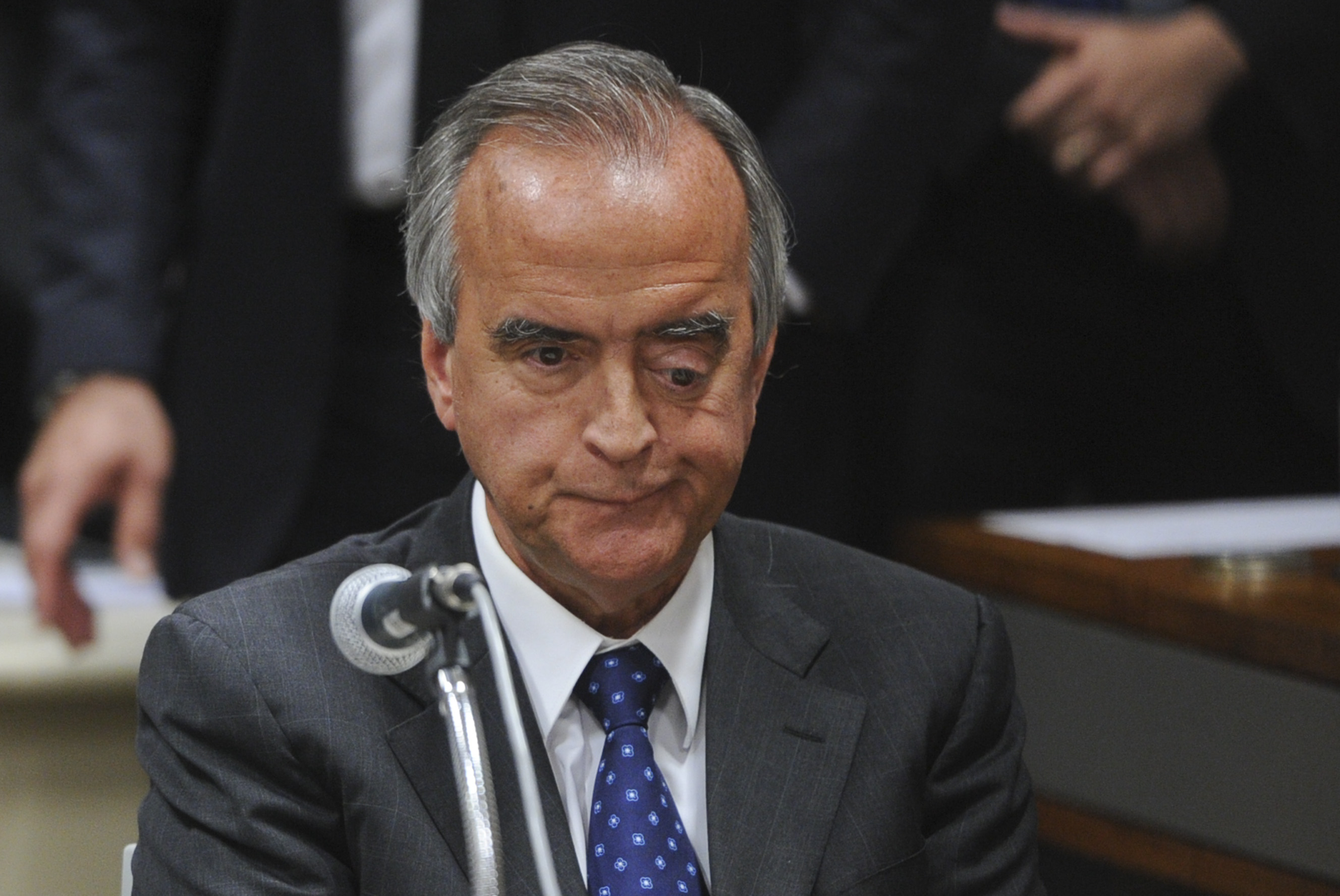
Cerveró na CPMI da Petrobras.

Em 18 de novembro de 2015, Nestor Cerveró fechou acordo de delação premiada, após sua defesa entregar evidências de que Delcídio do Amaral tentou obstrui-lo à fazer colaboração com a justiça. Em sua delação, Cerveró acusou senadores de receber propina, entre eles Jader Barbalho (PMDB) e Renan Calheiros (PMDB). O dinheiro viria de contratos da Petrobras para a compra de navios-sonda.
Em 2 de junho de 2016, os depoimentos de Cerveró foram tornados públicos pelo Supremo Tribunal Federal, neles, afirmou à Justiça que a presidente afastada Dilma Rousseff mentiu quando disse que aprovou a compra da refinaria de Pasadena por não ter informações completas sobre o negócio. Cerveró também disse supor que Dilma sabia que políticos do PT receberam propina para a compra da refinaria. Cerveró afirmou também à Procuradoria-Geral da República que, em 2012, o senador Renan Calheiros o chamou em seu gabinete no Senado para reclamar da 'falta de propina'. Na ocasião, o presidente da casa era José Sarney (PMDB).

### Agosthilde Mônaco de Carvalho
O engenheiro Agosthilde Mônaco de Carvalho, ex-assistente de Nestor Cerveró na Diretoria Internacional da Petrobras teve contribuição decisiva para a montagem da 20ª fase da Operação Lava Jato, detalhou aos investigadores como ocorreram pagamentos de suborno por contratos da refinaria de Pasadena, no Texas. Agosthilde Carvalho disse que aceitou propina "devido à doença degenerativa (esclerose múltipla) da sua filha mais velha". "Este valor poderia, no futuro, ser útil ao tratamento médico em clínica especializada na Escandinávia", afirmou num depoimento do acordo de delação premiada.

### Fernando Baiano
Durante as negociações para assinar a delação premiada, Fernando Baiano disse aos investigadores que teria informações para entregar a participação de políticos no esquema, entre eles o então presidente da Câmara dos Deputados, Eduardo Cunha (PMDB) e o presidente do Senado, Renan Calheiros (PMDB).
Em depoimento de colaboração premiada, Fernando Baiano disse aos investigadores que pagou 2 milhões de reais para uma nora do ex-presidente Lula.  Baiano diz que o valor pago era referente a uma comissão a que Bumlai teria direito por incluir Lula em uma negociação para um contrato. Fernando Baiano era representante da empresa OSX, de Eike Batista, que tinha interesse em entrar na licitação para a construção de navios sonda para explorar o pré-sal.
Em 13 de junho de 2016, o jornal O Estado de S. Paulo publicou que Fernando Soares admitiu ter recebido 500 mil reais da Construtora Odebrecht (atual  OEC) em 2014 e 2015, período em que estava preso. O lobista explicou que em 2009 foi procurado por Cezar Tavares e Luiz Carlos Moreira para que indicasse uma empresa interessada no projeto de uma refinaria em Angola. Segundo Baiano, a consultoria de Cezar Tavares havia sido contratada pela Sonangol, no país africano, para desenvolver novos negócios em Lobito. Baiano então decidiu indicar a Andrade Gutierrez e a Odebrecht, empreiteiras com mais atuação em Angola. O lobista relatou que a escolha da consultoria foi pela Odebrecht e que a ideia de Tavares e Moreira era ajudar a construtora a vencer a concorrência para algumas obras na refinaria. Fernando Baiano procurou o então diretor da Odebrecht Rogério Araújo para falar sobre outras obras e aproximar as duas partes. Em seu relato, Baiano afirma ter participado apenas de duas reuniões com Tavares e a Odebrecht e depois ter procurado a construtora apenas em 2012, com o intuito de receber pela consultoria prestada.  Não chegaram a um acordo sobre valores até 2014, quando o lobista foi preso e, segundo ele, a empreiteira se recusou a "pagar alguém que estava preso"; esse teria sido o motivo de a construtora ter "pago por fora" ao seu irmão, Gustavo, num contrato lícito.

### Alexandre Romano
Em 2015, o ex-vereador do PT de Americana, Alexandre Romano, também conhecido como Chambinho, entregou em acordo de delação premiada os detalhes da operação de arrecadação de propinas que abasteceu o ex-ministro do Planejamento Paulo Bernardo e o ex-ministro da Previdência e da Aviação Civil Carlos Gabas.  Chambinho disse, ainda em sua delação, como dinheiro de origem ilícita irrigou o caixa dois da campanha da senadora e ex-ministra Gleisi Hoffmann (PT-PR). Parte do dinheiro, saiu de um contrato milionário firmado nos Correios, estatal vinculada ao Ministério das Comunicações, comandado durante anos pelo marido de Gleisi, o também ex-ministro Paulo Bernardo. Em outubro de 2015, o STF homologou a delação.

### Eduardo Leite
Eduardo Hermelino Leite admitiu em depoimento ao MPF no Paraná que a Camargo Corrêa pagou 110 milhões de reais em propinas para abastecer o esquema de corrupção. Leite foi detido em novembro de 2014, na sétima fase da operação e solto após a Justiça homologar o acordo de delação premiada que ele firmou com as autoridades. Segundo Leite, os valores foram pagos entre 2007 e 2012.

### Dalton Avancini
Dalton Avancini relatou em um dos depoimentos de sua delação premiada que a Camargo Corrêa se comprometeu a pagar ao PMDB propina correspondente a 20 milhões de reais para atuar na construção da usina hidrelétrica de Belo Monte, no Pará. O empreendimento previsto para ser concluído em janeiro de 2019, tem investimento estimado em 28,9 bilhões de reais.  O consórcio que constrói a usina é formado por empresas investigadas na Lava Jato: Camargo Corrêa (atual Mover Participações), Odebrecht (atual Novonor), Andrade Gutierrez, OAS (atual Grupo Metha), Queiroz Galvão e Galvão Engenharia.

### Delcídio do Amaral

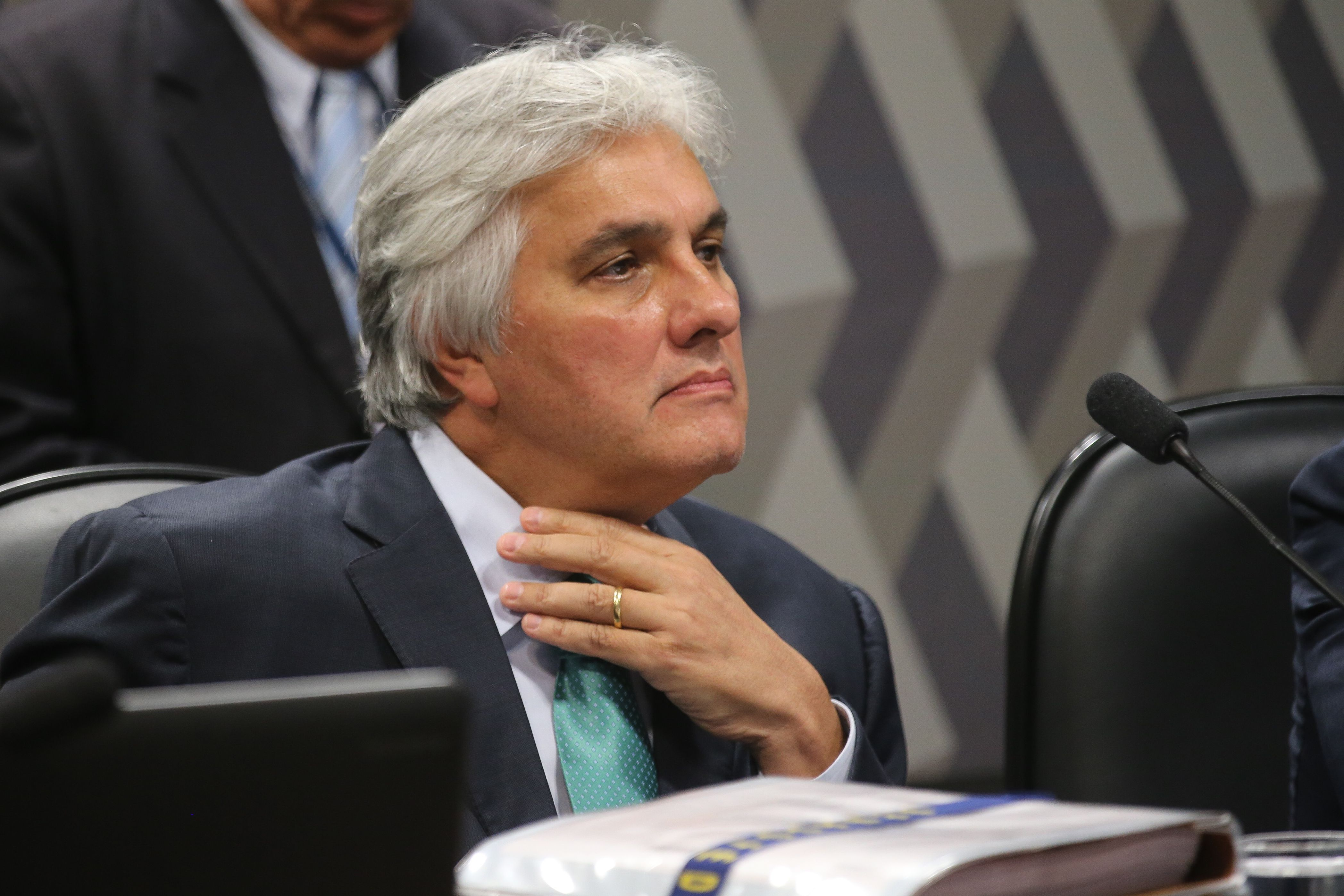
O ex-senador Delcídio do Amaral, teve a delação homologada pelo Supremo Tribunal Federal em março de 2016.

Em 15 de março de 2016, a delação premiada de Delcídio do Amaral foi homologada pelo ministro do STF Teori Zavascki.  Delcídio na sua delação citou os nomes da ex-ministra de Dilma Erenice Guerra, o ex-ministro dos governos Lula e Dilma, Antonio Palocci, e o engenheiro Silas Rondeau, como envolvidos em um esquema de 45 milhões de reais. Delcídio ainda citou o presidente da Câmara Eduardo Cunha e o empresário André Esteves. “O presidente da Câmara funcionava como garoto de recados de André Esteves, principalmente quando o assunto se relacionava a interesses do Banco BTG”, diz o senador. Ainda entre os nomes citados por Delcídio estão do ex-presidente Lula, da presidente da república Dilma Rousseff, de que conheciam o esquema de corrupção na Petrobras e que tentavam interferir na operação, os senadores Aécio Neves (PSDB), Humberto Costa (PT), Renan Calheiros (então presidente do Senado pelo PMDB), Romero Jucá (PMDB), Edison Lobão (PMDB), Jader Barbalho (PMDB), Eunício Oliveira (PMDB), Valdir Raupp (PMDB) e a senadora Gleisi Hoffmann (PT).  O nome do senador Aécio Neves não é ligado aos desvios da Petrobras, tendo sido citado por um suposto envolvimento em desvios em Furnas.

### Sérgio Machado
O ex-presidente da Transpetro, Sérgio Machado, disse que repassou propina para mais de 20 políticos de vários partidos. Segundo Machado, foram repassados ao PMDB "pouco mais de R$ 100 milhões", que tiveram origem em propinas pagas pelas empresas que tinham contratos com a Transpetro. De acordo com os termos do acordo de delação premiada, Sérgio Machado devolverá 75 milhões de reais aos cofres públicos. Desse total, dez milhões deverão ser pagos 30 dias após a homologação, que ocorreu em janeiro de 2017, e 65 milhões de reais parcelados em 18 meses. Por ter delatado supostos repasses de recursos da Transpetro para políticos, Machado vai cumprir pena em regime domiciliar diferenciado. Entre os citados por Sérgio Machado estão o ex-presidente do Brasil José Sarney e os senadores Renan Calheiros e Romero Jucá.

### Zwi Skornicki
Em 6 de outubro de 2016, o então ministro Teori Zavascki, do STF homologou o acordo de delação de Zwi Skornicki. O documento aponta que a delação de Skornicki tem 24 depoimentos e relata diversas ações realizadas com o intuito de lavar dinheiro de propina paga em razões de negócios firmados com a Petrobras. Zwi declarou à PGR, que pagou propina para o deputado Luiz Sérgio (PT) para não ser convocado para a CPI da Petrobras, em 2015. O petista era o relator da Comissão Parlamentar de Inquérito que investigava fraudes na estatal petrolífera.

### João Santana
As delações de João Santana foram remetidos ao STF por envolver autoridades com o chamado foro privilegiado, como ministros e parlamentares, por ele ter sido o marqueteiro da campanha de Luiz Inácio Lula da Silva em 2006 e de Dilma Rousseff em 2014. Em 2017, o ministro do STF e relator da Operação Lava Jato, Edson Fachin homologou a delação premiada de João Santana Também foram homologadas as delações de sua esposa, Mônica Moura e de seu funcionário André Luis Reis Santana. A colaboração foi proposta pelos advogados de João Santana e Mônica Moura e aceita pelo Ministério Público Federal.
Em um dos seus depoimentos de colaboração premiada, o publicitário João Santa afirmou aos procuradores que disponibilizou uma conta pessoal na Suíça para integrantes da cúpula do PT receberem dinheiro não declarado desviado da Petrobras.

### Mônica Moura
Em 11 de maio de 2017, após o ministro do STF retirar o sigilo das delações de Mônica Moura, esposa do publicitário do PT, João Santana, foi constatado que nas delações de Mônica, ela afirma que Jeferson Monteiro, criador do perfil Dilma Bolada recebeu 200 mil reais. O dinheiro teria sido pago a pedido do coordenador da campanha, Edinho Silva, sob o argumento de que o trabalho do ator era vantajoso para a imagem da então presidente. Segundo a petição do Procurador-Geral da República Rodrigo Janot, Monica disse em depoimento que foi chamada para uma reunião no comitê político do PT em 2014. Lá, ouviu de Edinho o pedido para que ela e o marido arcassem com uma dívida de 400 mil reais que o comitê tinha com Jefferson Monteiro, "para evitar a interrupção das postagens, consideradas favoráveis à imagem de Dilma Rousseff". Monica contou que pagou a metade do valor. A outra metade teria sido paga por Daniele Fonteles, da agência Pepper, que trabalhava com o marketing da campanha nas mídias sociais.

### Antonio Palocci
Em sua delação, Palocci narra que participou de uma reunião no Palácio da Alvorada em 2010 com Lula, Dilma Rousseff e com o ex-presidente da Petrobras, Sergio Gabrielli. De acordo com Palocci, Lula foi "expresso ao solicitar do então presidente da Petrobras que encomendasse a construção de 40 sondas para garantir o futuro político do país e do PT com a eleição de Dilma Rousseff". A ideia era que a produção dos navios-sonda gerasse o pagamento de propina pela empresa contratada para a campanha de Dilma.
Palocci também relatou irregularidades na Gerência Executiva de Comunicação Institucional da Petrobras. Segundo Palocci, Wilson Santarosa, que comandava o setor, era um conhecido líder sindical dos petroleiros e do PT em Campinas, e uma pessoa ligada ao ex-presidente. Ainda segunda a delação de Palocci, "em sua gerência, foram praticadas ilicitudes em conjunto com as empresas de marketing e propaganda". Essas empresas, segundo o delator, destinavam cerca de três por cento dos valores dos contratos firmados com a Petrobras para o PT."
Palocci afirmou nos termos de colaboração que em 2007, após sua reeleição, Lula o convocou ao Palácio Alvorada, "em ambiente reservado no primeiro andar, para, bastante irritado, dizer que havia tido ciência de que os diretores da Petrobras Renato Duque e Paulo Roberto Costa estavam envolvidos em diversos crimes no âmbito de suas diretorias". Segundo Palocci, "a intenção de Lula era clara no sentido de testar os interlocutores sobre seu grau de conhecimento e o impacto de sua negativa".
A delação de Palocci foi homologada pelo Tribunal Regional Federal da 4ª Região (TRF-4) em junho de 2018. Posteriormente, juiz Sergio Moro tornou público apenas um dos depoimentos, que tem relação com o processo que tramita sob seus cuidados em Curitiba.

### Andrade Gutierrez
Onze executivos da Andrade Gutierrez, incluindo o ex-presidente da holding, Otávio Marques de Azevedo, assinaram acordo de delação. Durante o governo Lula, segundo a confissão de Azevedo, cobrava-se propina de um a cinco por cento dos contratos públicos das empreiteiras no Programa de Aceleração do Crescimento (PAC). Azevedo também confirmou ter injetado dinheiro desviado da Petrobras na campanha da ex-presidente Dilma Rousseff em 2014, a pedido dos ex-ministros Edinho Silva e Giles Azevedo. O empreiteiro e os outros executivos da Andrade listaram propinas nas obras da usina Eletronuclear de Angra 3 e da hidrelétrica de Belo Monte, implicando peemedebistas como Edison Lobão, Renan Calheiros e Romero Jucá, além dos estádios para a Copa do Mundo de 2014. Otávio Azevedo enumerou os ex-governadores José Roberto Arruda e Agnelo Queiroz, do Distrito Federal, Sérgio Cabral, do Rio de Janeiro, Eduardo Braga e Omar Aziz, do Amazonas, como beneficiários do dinheiro desviado nas arenas.
Em 7 de abril de 2016, o então ministro do STF, Teori Zavascki homologou a delação de Otávio Azevedo. O jornal "Folha de S.Paulo" disse que a Andrade Gutierrez entregou uma planilha em que detalha as doações vinculadas à participação da empreiteira em contratos de obras públicas. A TV Globo confirmou que a delação do empresário indica que a propina revestida de doação legal foi para outras campanhas do PT e do PMDB nos anos de 2010, 2012 e 2014. O empreiteiro declarou em depoimento ao Tribunal Superior Eleitoral (TSE) que a Andrade Gutierrez fez doação de um milhão de reais ao PT, em março de 2014. No entanto, a defesa de Dilma apresentou ao tribunal um cheque atestando o repasse de um milhão do Diretório Nacional do PMDB para “Eleição 2014 Michel Temer vice-presidente” em julho de 2014. Na prestação de contas da campanha, não há qualquer outro registro de movimentação do mesmo valor que tenha passado pelas contas do PT. Confrontado com documentos que contradiziam o seu depoimento anterior, o executivo apresentou uma nova versão dos fatos e afirmou que a contribuição de um milhão feita ao diretório do PMDB foi voluntária, sem nenhuma origem irregular.

### Grupo Odebrecht
Em março de 2017, em depoimento ao ministro Herman Benjamin, do Tribunal Superior Eleitoral, Hilberto Mascarenhas da Silva Filho responsável pelo setor de Operações Estruturadas da Odebrecht (departamento de propinas da Odebrecht) afirmou ter pago de 2006 a 2014, 3 bilhões e 390 milhões de reais em propina. Na cotação do dólar do período, o cifra pode ultrapassar dez bilhões de reais. Deste valor, entre 15 a 20 por cento (500 a 680 milhões de dólares) foi destinado a financiar campanhas eleitorais no Brasil via caixa dois.
Em abril de 2017, foi tornado público pelo STF, parte dos depoimentos dos 78 executivos do grupo Odebrecht (atual Novonor) que firmaram acordo de delação premiada com a Procuradoria-Geral da República, no âmbito do acordo de leniência, em dezembro de 2016.

### Grupo JBS
Em 18 de maio de 2017, o STF homologou o acesso à delação premiada dos donos da JBS Joesley e Wesley Batista, e de executivos da empresa.  Os empresários firmaram o acordo com o MPF no âmbito da Operação Lava Jato.  Segundo O Globo do dia anterior, num encontro gravado em áudio pelo empresário Joesley Batista, o presidente Michel Temer teria sugerido que se mantivesse pagamento de mesada ao ex-presidente da Câmara, Eduardo Cunha, e ao doleiro Lúcio Funaro para que ficassem em silêncio. De acordo com a reportagem, outra gravação feita por Batista diz que o presidente do PSDB, senador Aécio Neves (MG), teria pedido 2 milhões de reais ao empresário. O dinheiro teria sido entregue a um primo de Aécio. A Polícia Federal registrou a entrega em vídeo, rastreou o caminho do dinheiro e descobriu que o montante foi depositado numa empresa do senador Zezé Perrella (PMDB-MG).
De acordo com a Revista Época, a JBS teria depositado cerca de 300 milhões de reais numa conta secreta na Suíça, cujo titular é uma empresa de fachada de Joesley Batista, sediada no Panamá. Segundo Joesley, o ex-presidente Lula podia fazer saques nessa conta para, em seguida, transferir o dinheiro para contas oficiais das campanhas eleitorais do PT em 2010 e 2014.  O saldo dessa conta era gerado, segundo o empresário, a partir de vantagens ilegais obtidas pela JBS junto ao Banco Nacional de Desenvolvimento Econômico e Social (BNDES), sobretudo no período em que Luciano Coutinho presidia o banco (2007-2016).
Em 19 de maio divulgou-se que o empresário Joesley Batista relatou ter pago 150 milhões de dólares em propina aos ex-presidentes Luiz Inácio Lula da Silva e Dilma Rousseff, mediante depósitos em contas distintas no exterior.  O delator teria destinado a Lula 50 milhões de dólares, e 50 milhões a Dilma.

### Outros
No início de 2015 Shinko Nakandakari, operador, revelou ter feito pagamentos pela Galvão Engenharia. Shinko afirmou à força tarefa do MPF que ofereceu "na cara e na coragem" propina para o gerente geral da Refinaria Abreu e Lima (Rnest), Glauco Colepícolo Legatti. Em março do mesmo ano, o juiz Sergio Moro homologou a delação de Nakandakari.
Em  julho de 2015, o empresário Mario Góes teve a delação homologada pela Justiça e terá de pagar uma multa compensatória de 38 milhões de reais.  Definiram-se os valores nos termos do acordo de delação premiada firmado entre o réu e o MPF. Góes reconheceu nos depoimentos que usou a empresa dele, a RioMarine para forjar contratos fictícios com empreiteiras que prestavam serviços à Petrobras.  Segundo o delator, esses contratos serviam para operacionalizar o pagamento de propina à diretoria de Serviços da estatal. O empresário também afirmou ter recebido dinheiro em espécie da construtora UTC, cujo dono, Ricardo Pessoa. Segundo Góes, o dinheiro seria repassado ao então gerente de Serviços da Petrobras, Pedro Barusco.
Em agosto de 2015, a justiça publicou a delação de Hamylton Padilha, considerado o maior lobista da Petrobras, que confessou ter pago propina a ex-diretores da estatal. Em janeiro de 2016, o operador financeiro Luis Eduardo Campos Barbosa da Silva, sócio de Faerman, fechou acordo de delação premiada. Conhecido como Robin, Luiz Eduardo operava para as empresas Alusa, Rolls Royce e SBM.

### Da operação no Rio de Janeiro
No Rio de Janeiro a operação é conduzida pelo juiz federal Marcelo Bretas.  Dentre os delatores, estão os doleiros Renato Chebar, Marcelo Chebar, e posteriormente Vinícius Claret — mais conhecido como Juca Bala, além de empresários, executivos da Carioca Engenharia, executivos da H.Stern, e membros do Tribunal de Contas do Estado do Rio de Janeiro.
Em março de 2017, foi deflagrada a Operação Tolypeutes, que surgiu do acordo de leniência de executivos da Carioca Engenharia; Segundo delatores, o esquema de corrupção que existia na Secretaria de Estado de Obras do Rio de Janeiro, com a cobrança de propina das empreiteiras envolvidas em contratos bilionários de obras civis — revelado em outras operações da Lava Jato —, repetia-se na Secretaria de Estado de Transporte. As obras da Linha 4 custaram cerca de dez bilhões de reais e a inauguração foi pouco antes da Olimpíada do Rio.
Em abril de 2017, os executivos da rede de joalheria H.Stern, fecharam acordo de delação com o MPF para revelar detalhes do esquema de lavagem de dinheiro do grupo que seria liderado por Sérgio Cabral. O acordo envolveu o presidente e o vice-presidente da joalheria, e outros executivos, que concordaram em pagar multas de 18,9 milhões de reais.
Em novembro de 2017, o delator César Romero, ex-subsecretário de Estado de Saúde do Rio de Janeiro na gestão do ex-governador Sérgio Cabral, afirmou que o empresário Miguel Iskin — réu em ação penal da Lava Jato no Rio — pagou propina ao ex-ministro da Saúde (de 2003 a 2005), e hoje senador Humberto Costa.
Em maio de 2018, Carlos Miranda, amigo de infância do ex-governador Sérgio Cabral e operador do esquema de corrupção liderado por Cabral no Estado do Rio, afirmou à Justiça Federal, que o empresário Arthur Soares Filho pagou 2,5 milhões de dólares para que quatro dirigentes africanos votassem na capital fluminense para ser sede da Olimpíada de 2016. A eleição foi realizada em outubro de 2009 em Copenhague, na Dinamarca.
Em setembro de 2018 Jonas Lopes Filho, ex-presidente do Tribunal de Contas do Estado (TCE), admitiu a compra de gado da empresa de Jorge Picciani, presidente afastado da Assembleia Legislativa do Rio de Janeiro (Alerj), para práticas criminosas. Segundo o delator, ele teria feito a compra subfaturada para camuflar a evolução patrimonial, enquanto a empreiteira Carioca Engenharia afirma que superfaturou os valores para pagamento de caixa dois.
Em outubro de 2018, Alexandre Pinto da Silva tornou-se réu confesso na Lava Jato do Rio. Em depoimento ao juiz Marcelo Bretas, Silva disse que Paes o comunicara de que a construtora Odebrecht (atual OEC), em troca de propina, deveria vencer a licitação para executar as obras do corredor Transoeste. Eduardo Paes negou as acusações.
Lélis Teixeira, ex presidente da Federação das Empresas de Transportes de Passageiros do Estado do Rio de Janeiro assinou um acordo em fevereiro de 2019 com o Ministério Público Federal que, segundo a Folha de S.Paulo, atinge todos os Poderes estaduais e municipais. Teixeira detalhou propinas — cujo nome ficou conhecido como "caixinha da Fetranspor" — para autoridades estaduais ao longo de anos. O caixa dois das empresas era utilizado para pagar propina ou verba eleitoral ilegal para agentes públicos. Anteriormente, em 2017, Álvaro Nóvis, operador financeiro da Fetranspor, já havia fechado um acordo de delação premiada com detalhes sobre a "caixinha da Fetranspor". Os depoimentos da delação de Álvaro resultou na Operação Ponto Final.
Na operação no Rio de Janeiro, 37 acordos de colaboração premiada foram homologados pelo Judiciário. O valor das multas e ressarcimentos desses acordos alcançou 945 milhões de reais.

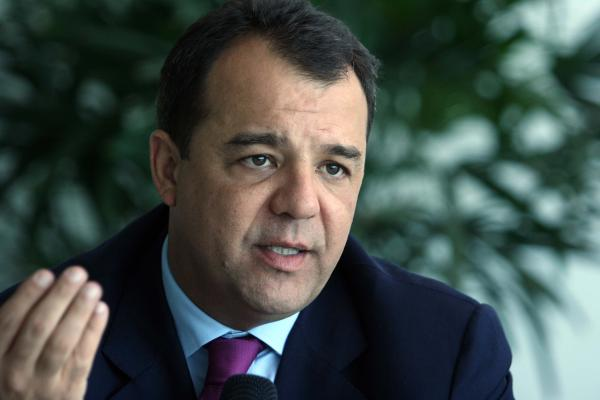
Sergio Cabral, quando era governador do Rio. Ao final de 2019, fechou acordo de delação premiada com a PF no âmbito da Lava Jato.

#### Sergio Cabral
Em 6 de fevereiro de 2020 o ministro do STF, Edson Fachin, homologou a delação de Sérgio Cabral com a Polícia Federal. No dia 10 de fevereiro, em depoimento ao juiz federal Marcelo Bretas, da 7ª Vara Federal Criminal, Cabral afirmou pela primeira vez que Adriana Ancelmo, com quem vivia antes de ser preso, sabia da existência de um caixa paralelo no escritório de advocacia em que era sócia. No dia 11 de fevereiro, o Procurador-geral da República (PGR) Augusto Aras recorreu à Fachin contra a delação, por considerar que os valores que o ex-governador se comprometeu a devolver já estavam bloqueados pela Justiça e que Cabral não apresentou fatos novos nos depoimentos. Em sua colaboração, delatou parlamentares do PMDB, como Rose de Freitas, Renan Calheiros, Romero Jucá e Valdir Raupp, além de dois ministros do Superior Tribunal de Justiça (STJ). Cabral teria ainda se comprometido a devolver 380 milhões de reais em propinas recebidas nos últimos anos. No dia 19 de fevereiro de 2020, o Ministério Público Federal (MPF) pediu a justiça acesso à delação premiada.

#### Adir Assad
Em agosto de 2017, o empresário e lobista Adir Assad afirmou em depoimento, ter gerado 370 milhões de reais em dinheiro para a Delta Construções entre 2008 e 2012, usado para a empresa fazer caixa dois. O operador disse que um dos destinos desses recursos foi para o pagamento de propina para o ex-governador do Rio Sérgio Cabral Filho.
Em fevereiro de 2018, a Folha de S.Paulo publicou que Adir Assad afirmou em sua delação premiada que operou para o grupo CCR, empresa responsável pelas rodovias em vários estados, por indicação do ex-diretor da DERSA, Paulo Preto. Segundo Assad, foram repassados 46 milhões aos executivos da CCR em espécie.
Segundo Assad, o representante da CCR, Everaldo Nascimento, pediu que ele fizesse dois depósitos na conta de Luiz Marinho (PT), no valor de 60 mil reais. Assad afirmou que Everaldo pediu que fossem feitos dois depósitos. O operador confirmou ter feito pelo menos um dos depósitos, diretamente na conta da campanha de Marinho.

## Violação do acordo de delação
Em 17 de maio de 2016, o juiz Sergio Moro decretou a prisão preventiva do lobista Fernando Moura por ter violado acordo de colaboração premiada. Fernando Moura, que fez uma delação premiada e a teve homologada, violou o acordo ao prestar depoimentos contraditórios e ao não devolver uma quantia de cerca de 5 milhões de reais.  De acordo com a assessoria de imprensa da Justiça Federal do Paraná, os depoimentos prestados por Moura ainda são válidos.  Foi a primeira vez que um delator perde os benefícios na Operação Lava Jato.
Em fevereiro de 2017, o MPF pediu ao juiz Sérgio Moro a suspensão dos benefícios de delação de Paulo Roberto Costa, e sua condenação à prisão. Os procuradores querem que Costa responda com base na lei de organizações criminosas, e alegam que Costa mentiu em sua colaboração, o que pela lei seria suficiente para quebrar o acordo firmado com a Justiça Federal. Segundo o procurador Deltan Dallagnol, o confronto dos depoimentos de Costa e Arianna (filha) revelou contradições e omissões por parte dos acusados, em "evidente descumprimento aos deveres assumidos em razão da celebração de acordo".

## Acordos firmados
Em outubro de 2018, a operação contava 176 acordos de colaboração premiada firmados com pessoas físicas, incluindo os delatores da Odebrecht (atual Novonor).
A Lava Jato fechou mais de 200 acordos de colaboração entre 2014 e 2021.